# Orbe (district)
Het district Orbe (Frans: District d'Orbe, Duits: Bezirk Orbe) was een bestuurlijke eenheid binnen het Zwitserse kanton Vaud waarvan de hoofdplaats Orbe was. Het district is in de cirkels (Frans: Cercle) Romainmôtier-Envy, Vallorbe, Orbe en Baulmes opgesplitst. In 1969 gingen de gemeenten Romainmôtier en Envy samen en vormden de gemeente Romainmôtier-Envy. Het is in 2008 opgegaan in het nieuwe district Jura-Nord vaudois.
Het district bestaat uit 25 gemeenten, heeft een oppervlakte van 209,81 km² en heeft 19.321 inwoners (eind 2003).
| Baulmes              | 953 | 22,53 |
| L'Abergement         | 250 | 5,74  |
| Lignerolle           | 352 | 10,62 |
| Rances               | 426 | 9,84  |
| Sergey               | 101 | 1,48  |
| Valeyres-sous-Rances | 508 | 6,35  |
| Vuiteboeuf           | 434 | 5,03  |

| Bavois                  | 695  | 9,32  |
| Chavornay               | 2834 | 11,07 |
| Corcelles-sur-Chavornay | 313  | 5,49  |
| Montcherand             | 394  | 3,05  |
| Orbe                    | 5063 | 12,04 |

| Agiez             | 235 | 5,47 |
| Arnex-sur-Orbe    | 540 | 7,62 |
| Bofflens          | 158 | 4,19 |
| Bretonnières      | 229 | 5,46 |
| Croy              | 301 | 4,49 |
| Juriens           | 250 | 9,35 |
| La Praz           | 129 | 5,13 |
| Les Clées         | 148 | 7,02 |
| Premier           | 215 | 6,11 |
| Romainmôtier-Envy | 406 | 7,01 |

| Ballaigues | 863  | 9,04  |
| Vallorbe   | 3087 | 23,18 |
| Vaulion    | 437  | 13,18 |

Aigle · Broye-Vully · Gros-de-Vaud · Jura-Nord vaudois · Lausanne · Lavaux-Oron · Morges · Nyon · Ouest lausannois · Riviera-Pays-d'Enhaut

Voormalige districten: Aubonne · Avenches · Cossonay · Echallens · Grandson · La Vallée · Lavaux · Moudon · Orbe · Oron · Payerne · Pays-d'Enhaut · Rolle · Vevey · Yverdon